# Campo Imperatore Near-Earth Object Survey
El Campo Imperatore Near-Earth Object Survey (CINEOS) es un programa de observación astronómica que se dedica al descubrimiento y seguimiento de objetos cercanos a la Tierra; es decir, asteroides y cometas que se aproximan a la Tierra o cruzan su órbita. Se inició en agosto de 2001, aunque ya estuvo en funcionamiento con anterioridad entre 1996 y 1997.